# Глазатово (Ярославская область)
Глазатово – деревня в Покровской сельской администрации Покровского сельского поселения Рыбинского района Ярославской области . 
Деревня находится в центре открытой равнины в междуречье Коровки и Черёмухи. Она расположена примерно в 1 км на юг от Окружной дороги города Рыбинска. На северо-восток от деревни Южное кладбище города Рыбинска. Примерно в 500 м на юг - деревни Дружба и Демихово.
На 1 января 2007 года в деревне числилось 2 постоянных жителя. По почтовым данным в деревне 13 домов. .